# 泉南市立砂川小学校
泉南市立砂川小学校（せんなんしりつ すながわしょうがっこう）は、大阪府泉南市信達市場にある公立小学校。

## 沿革
- 1975年（昭和50年）4月1日 - 開校。
- 1975年（昭和50年）5月25日 - 同日を創立記念日とする[1]。